# Bitbucket
Bitbucket是Atlassian公司提供的一个基于web的版本库托管服务，支持Mercurial和Git版本控制系统。Bitbucket既提供免费帐号，也提供商业付费方案。免费帐号可使用的私有版本库不限数量，但最多可支持5名用户（截至2010年9月）。Bitbucket能够与Atlassian的其他产品相整合，如Jira、HipChat、Confluence和Bamboo。
私有版本库不会在个人页面上展示；如果用户只拥有私有版本库，网站则会显示还没有创建任何版本库，直到这名用户创建了公开版本库为止。Bitbucket使用Python的Django Web应用框架编写。
Bitbucket提供的服务类似于GitHub（仅支持Git）。BitBucket的目标用户是开发专有软件的专业开发者，在2010年它被Atlassian收购后此定位更加明确。

## 付费方案
Bitbucket提供了多种付费方案，分别支持数量不同的用户。尽管可以通过邀请3位朋友注册Bitbucket来扩充私有版本库的使用人数，但最高也只能支持8人。升级到付费方案后才能支持更多的用户。在目前的付费方案中，10美元/月允许10名用户，25美元/月允许25名用户，50美元/月允许50名用户，100美元/月允许100名用户，而200美元/月则允许无限用户。

## 历史
Bitbucket起初是一家独立的创业公司。2010年9月29日，Bitbucket被风险投资公司Atlassian收购。起初，Bitbucket只提供对Mercurial项目的支持。2011年10月3日，Bitbucket正式宣布支持Git托管。

## 标志
Bitbucket标志的桶上，最初带有表示水银或水星（在英语中均写作）的炼金术符号，对应其提供的Mercurial版本库托管服务。桶中的液体也是金属汞。
当Bitbucket宣布支持Git后，桶上的图案变成了Atlassian的标志。